# And This Is Maxwell Street
And This Is Maxwell Street ist eine aus 3 CDs bestehende Box, die auf zwei CDs die Aufnahmen für den Film And This Is Free des amerikanischen Dokumentarfilmers Mike Shea über den Maxwell Street Market enthält. Die dritte CD beinhaltet ein Interview, das der weiße Gitarrist Mike Bloomfield mit Robert Nighthawk führte. Die von Rooster Blues in Amerika vertriebene Version enthält nur die CDs mit Musik. Die europäische Version wird von Catfish Records vertrieben, in Japan von P-Vine Records. In allen drei Regionen ist aber die Box nicht mehr erhältlich.

## Geschichte
Der Film wurde im Sommer und Herbst 1964 aufgenommen. Neben dem Regisseur Mike Shea war auch noch der Tontechniker Gordon Quinn im Film tätig. Der Film war einer der ersten, der mit einer kabellosen Kamera aufgenommen wurde, was dem Kameramann größere Bewegungsfreiheit gab.
Nachdem der Regisseur des Filmes, Mike Shea, 1995 unerwartet verstorben war, kam dessen Sohn Pat mit Bändern zum Produzenten und Aufnahmeingenieur Ian Talcroft vom Studio IT. Pat Shea besaß auch alle Bänder, die in Zusammenhang mit dem Film aufgenommen wurden. Es gab bis jetzt nur eine unautorisierte Platte mit Aufnahmen (Robert Nighthawk: Live on Maxwell Street, Rounder 2022). Die Bänder wurden von Ian Talcroft im Studio IT digital aufbereitet und 1999 veröffentlicht.
Die CD-Version ist nicht mehr erhältlich, ebenso wenig gibt es den Film auf Video oder DVD, jedoch verhandelt der Rechteinhaber Studio IT wegen einer Neuauflage. Die Bedeutung des Albums liegt in der Tatsache, dass es historische Aufnahmen mit Künstlern enthält, die für die Entwicklung des Chicago Blues große Bedeutung hatten. Neben den späteren Stars der Szene sind auch seltene Aufnahmen von Jim Brewer und Arvella Gray dabei. Mike Bloomfield ist im Film nicht zu sehen, doch soll er laut dem Toningenieur Gordon Quinn bei den Aufnahmen von Dust My Broom von Robert Nighthawk Gitarre gespielt haben, doch von Shea absichtlich nicht gefilmt worden sein.

## Tracklist
| Disc: 1 1. Sun Is Shining - Johnny Young 2. Can't Hold Out Much Longer - Big John Wrencher 3. Juke Medley - Carey Bell 4. That's All Right -Robert Nighthawk 5. Red Top/Ornithology - Little Arthur King 6. Maxwell Street Jam - Carey Bell 7. Lucille - Big John Wrencher 8. Corrina, Corrina - Arvella Gray 9. Power to Live Right - Carrie Robinson 10. Cheating and Lying Blues - Robert Nighthawk 11. Honky Tonk - Robert Nighthawk 12. Dust My Broom - Robert Nighthawk 13. Peter Gunn Jam - Robert Nighthawk 14. I Need Love So Bad - Robert Nighthawk 15. All I Want for My Breakfast - Johnny Young 16. Take It Easy Baby - Robert Nighthawk 17. Long Gone John - Unknown Artist | Disc: 2 1. Mama Talk to Your Daughter - Robert "Mojo" Elem 2. I'm Ready - Carey Bell 3. Carey'n On - Carey Bell 4. When the Saints Go Marching In - James Brewer Group 5. Back off Jam - Robert Nighthawk 6. John Henry - Arvella Gray 7. Anna Lee/Sweet Black Angel - Robert Nighthawk 8. Love You Tonight -Big John Wrencher 9. Time Have Come - Robert Nighthawk 10. Cruisin' in a Cadillac - Carey Bell 11. Honey Hush - Robert Nighthawk 12. I'll Fly Away - James Brewer Group 13. I Shall Overcome - Fannie Brewer | Disc: 3 Interview von Mike Bloomfield mit Robert Nighthawk |

## Auszeichnungen
Das Album wurde beim Living Blues Award 2001 sowohl von den Leser als auch von den Kritikern als bestes Bluesalbum 2000 gewählt; die Kritiker prämierten zudem noch die Liner Notes als  Best liner notes for a blues album released in 2000. Ebenfalls wurde das Album für den W. C. Handy Award als bestes Bluesalbum von 2000 mit historischen Aufnahmen nominiert.

## Zitate
- „I just finished listening to the two "And This Is Maxwell Street" CDs. The package and music are beautiful. I loved every second of it. I really like the street sounds in between the tunes, too.“--Charlie Musselwhite
- „The recently discovered And This Is Maxwell Street tapes should require a major rewrite of blues history. Blues release of the year?--Hell, of the decade.“ -- Cub Koda, Musiker und Autor
- „That sounds real good to me!“ --Pinetop Perkins
- „The words ›landmark‹ and ›legendary‹ are too easily thrown about, but if any recording merits such words it's certainly this one.“ --Jeff Harris, Baddog Blues